# Musée en plein air de Talzy

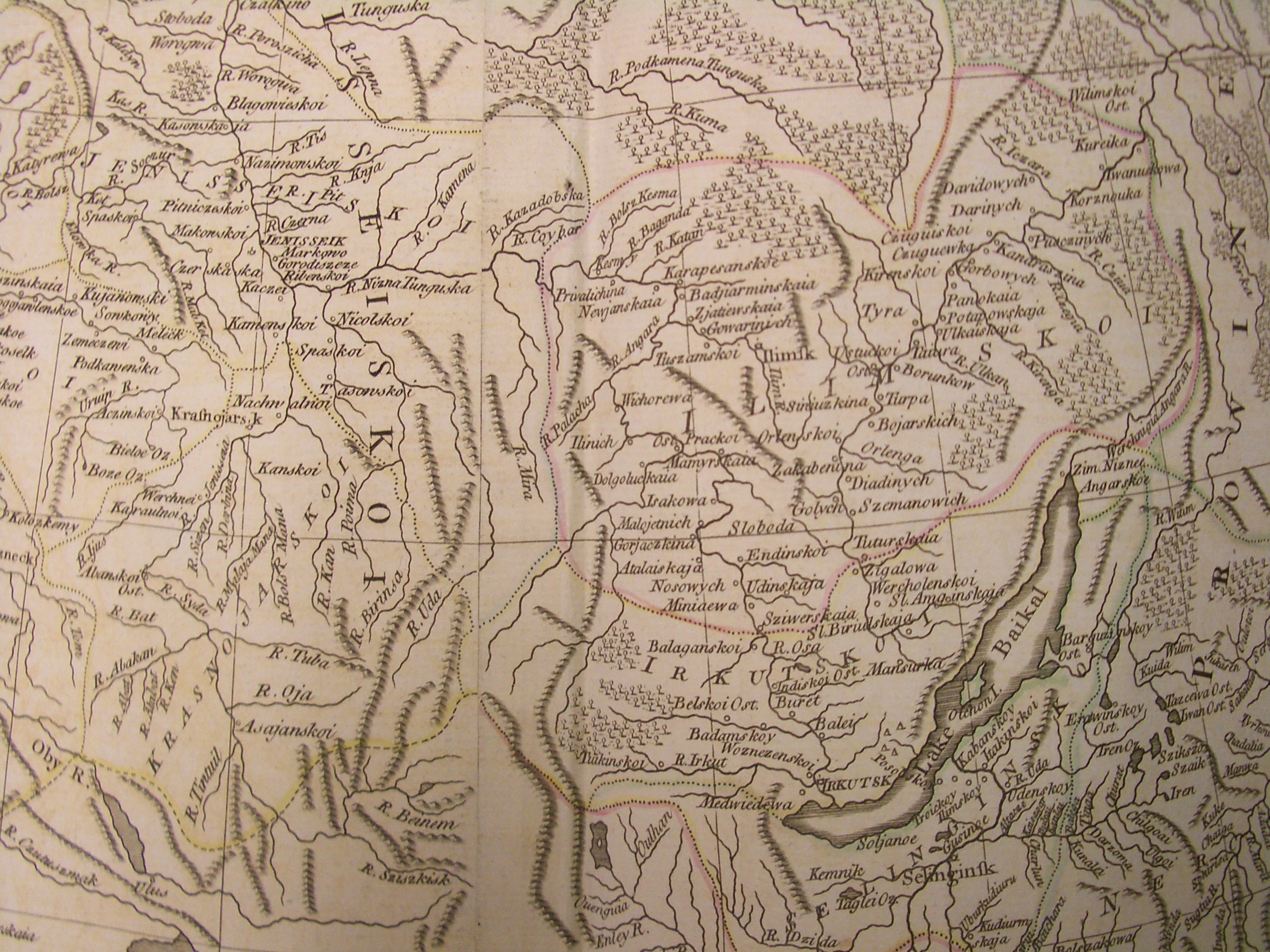
Ilimsk au centre du grand Ilimsky (Ilimskoi Okrug) dans un atlas de 1773. Ce district occupait approximativement la moitié nord de l'Oblast d'Irkoutsk.

Le musée en plein air de Talzy (en russe Архитектурно-этнографический музей Тальцы qui se traduit « Musée architectural et ethnographique de Talzy ») est l'un des plus grands musées en plein air de Russie. Son nom vient de celui d'un ancien village, qui fut inondé lors de la construction du barrage sur la rivière Angara.

## Historique
Le musée se situe à la sortie de l'Angara (en russe : Ангара) du Baïkal, sur une colline, au kilomètre 47, de la route 25N-109 qui relie Irkoutsk à Listvyanka. Conçu par l'historien W. Swinin et l'architecte de Moscou G. Oranskaja, les travaux ont débuté en 1960. Le musée est composé de 36 bâtiments historiques de l'oblast d'Irkoutsk datant du XVIIe au XXe siècle. Il a été ouvert au public en mai 1980. Le président Boris Eltsine l'a fait inscrire au patrimonial culturel en Russie, en février 1995.
Reconstruits, à l'identique, les édifices attestent des coutumes, des traditions et de la culture des habitants de Transbaïkalie - Russes, Bouriates.

## Les monuments
Sont ainsi été érigés :
- un camp Evenks (Toungouzes), des tribus nomades en provenance de Sibérie, de Mongolie et de Chine ;
- un camp de 6 yourtes octogonales en bois bouriate en provenance, de Alaguyevsky ulus, un village Malaya Buguldeika du raïon d'Olkhon, en bois typique des traditions chamaniques ;
- un ostrog (une forteresse cosaque) en bois datant de 1630, une tour dite du Sauveur (1667) ;
- la tour Spaskaya (1667).

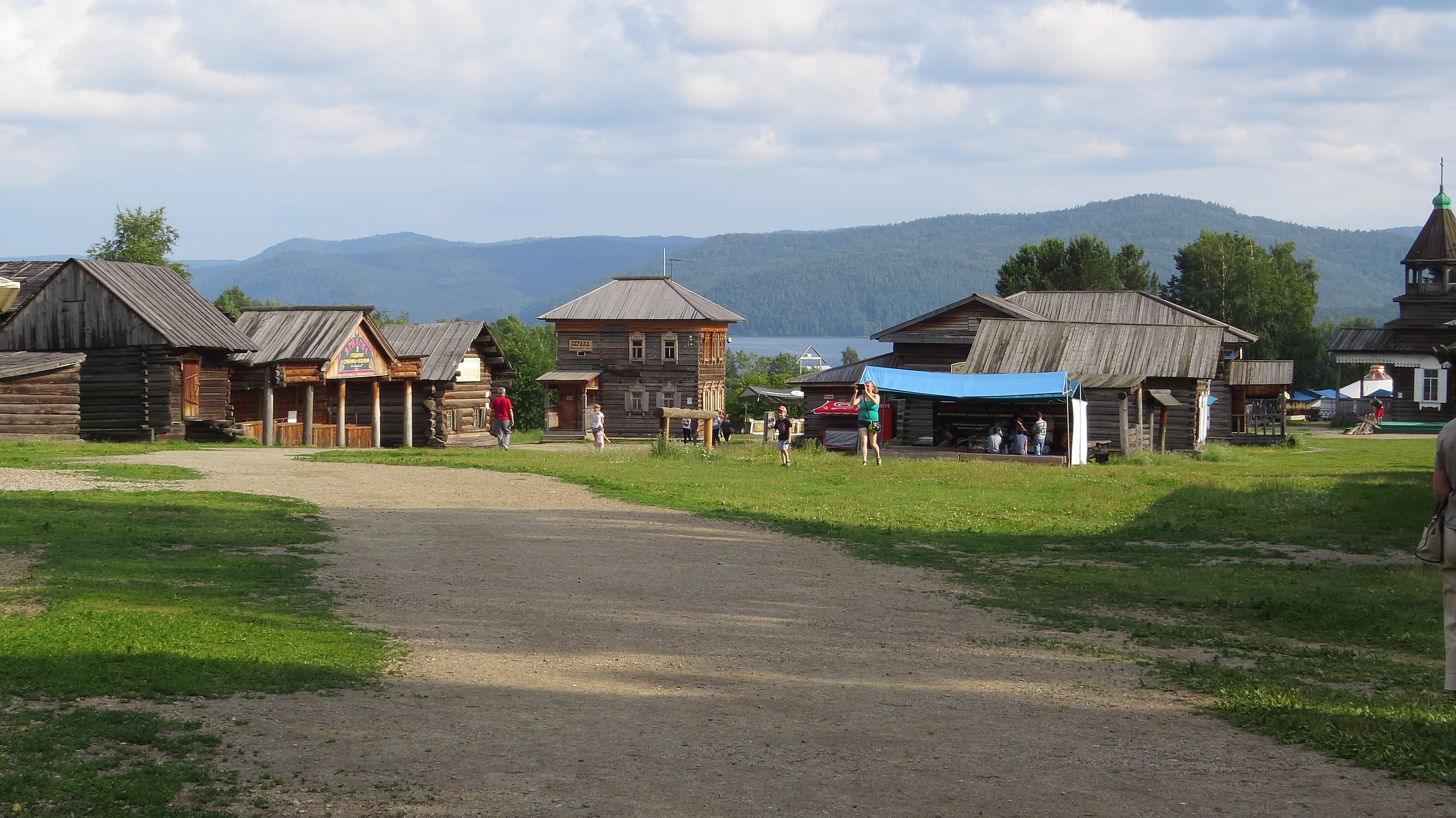
Vue générale du musée.
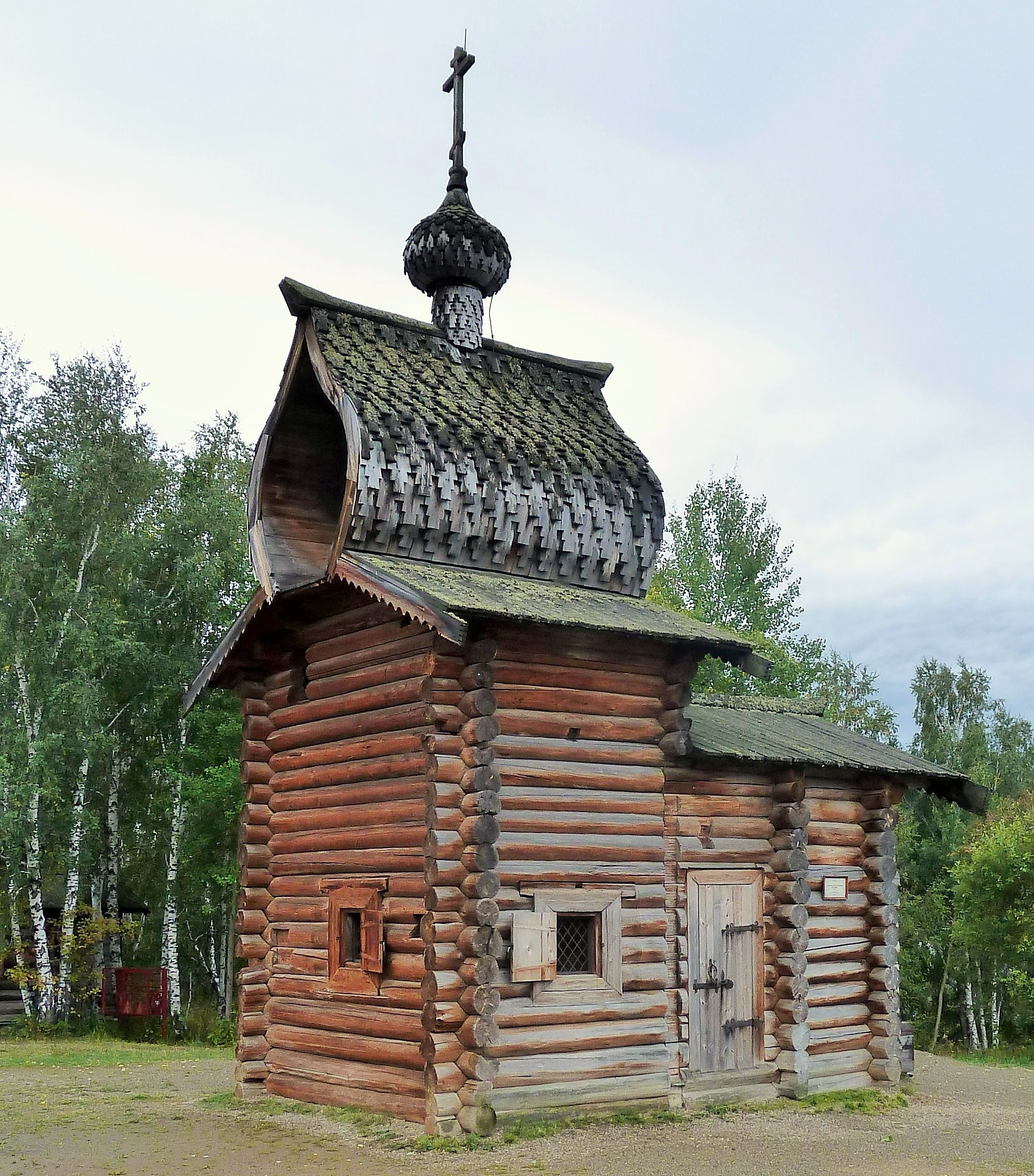
Eglise de Kazan Icône de la Mère de Dieu.
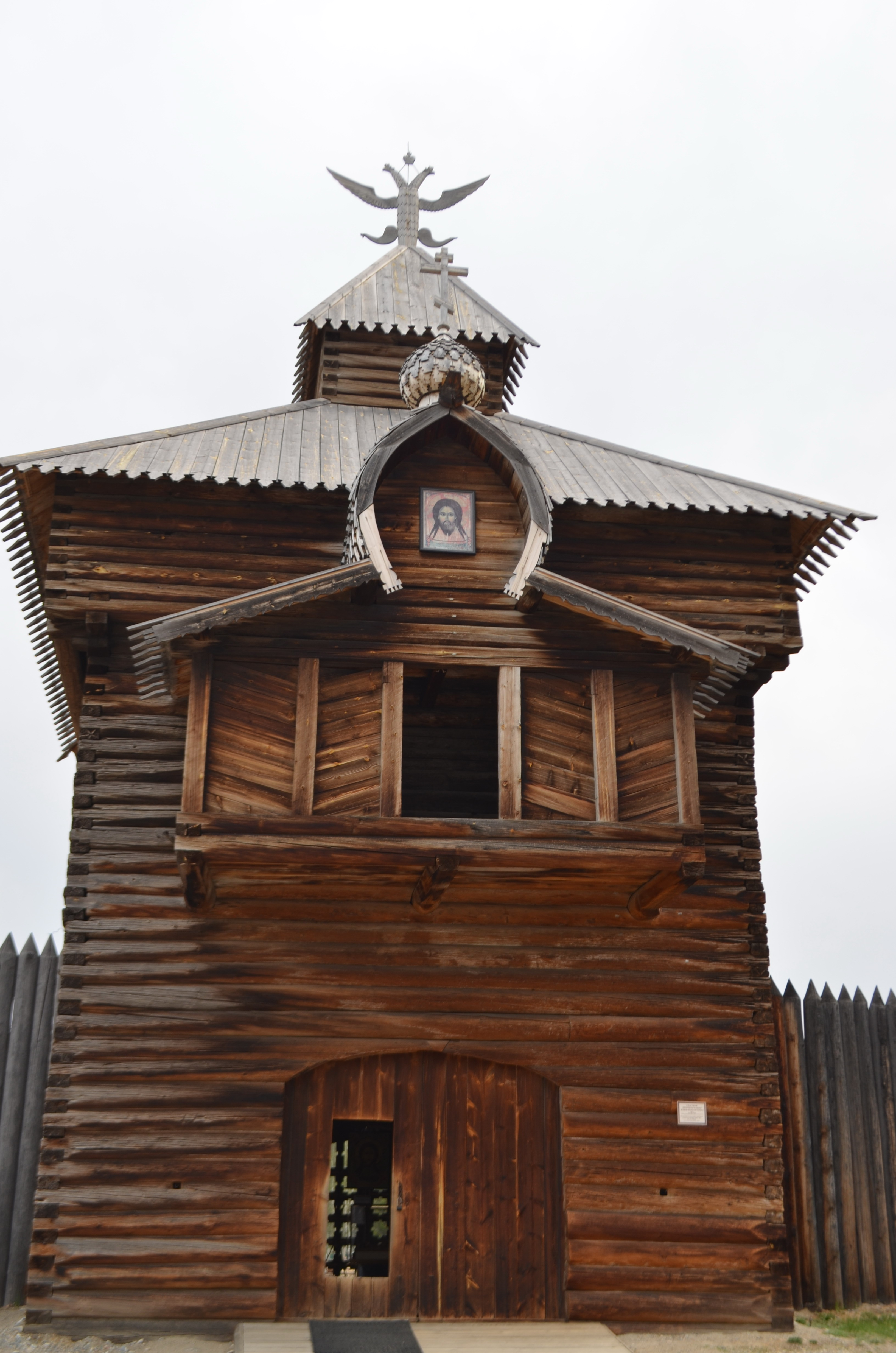
La tour Spasskaya.
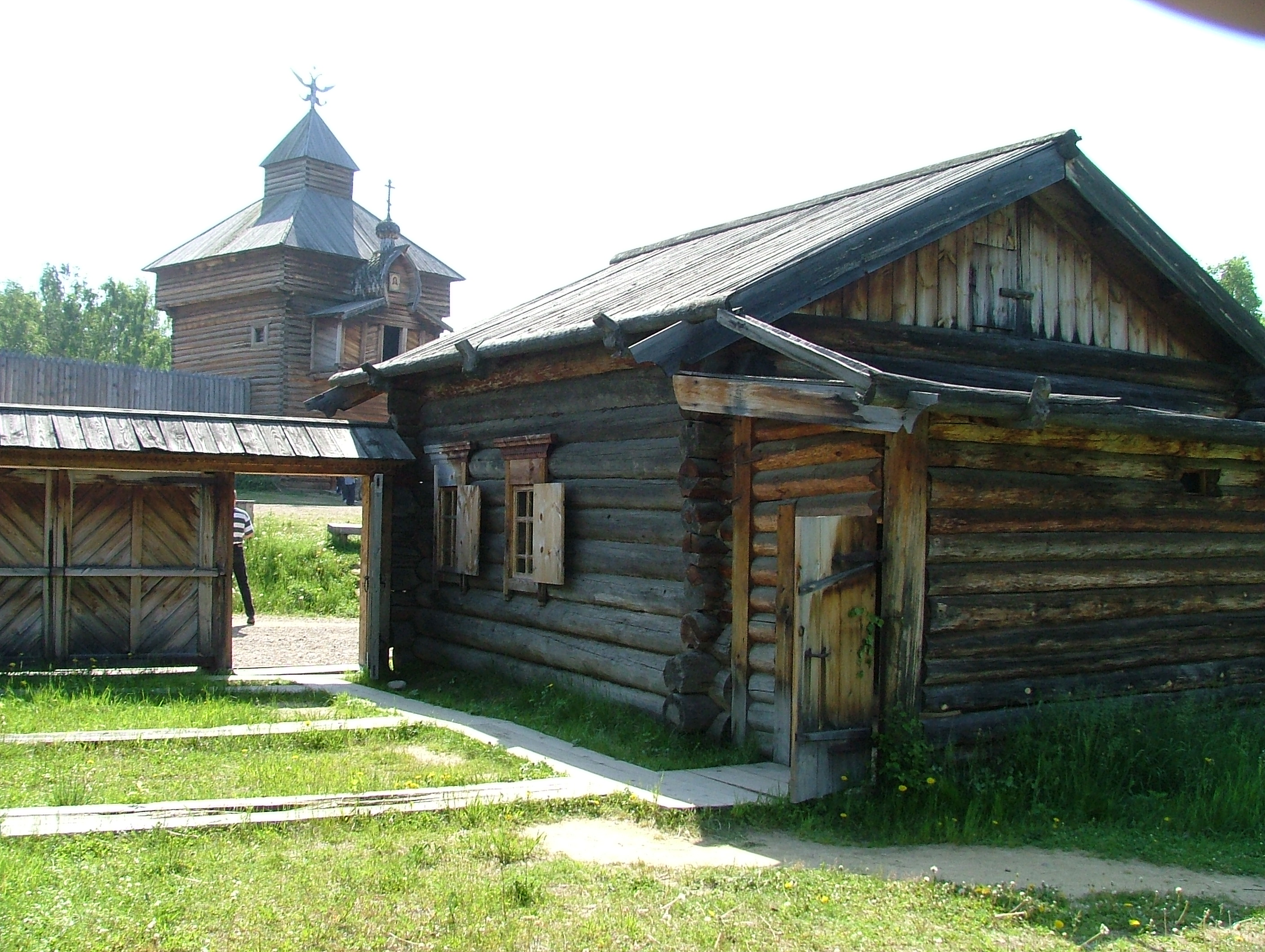
Entrée du fort d’Ilimsk.
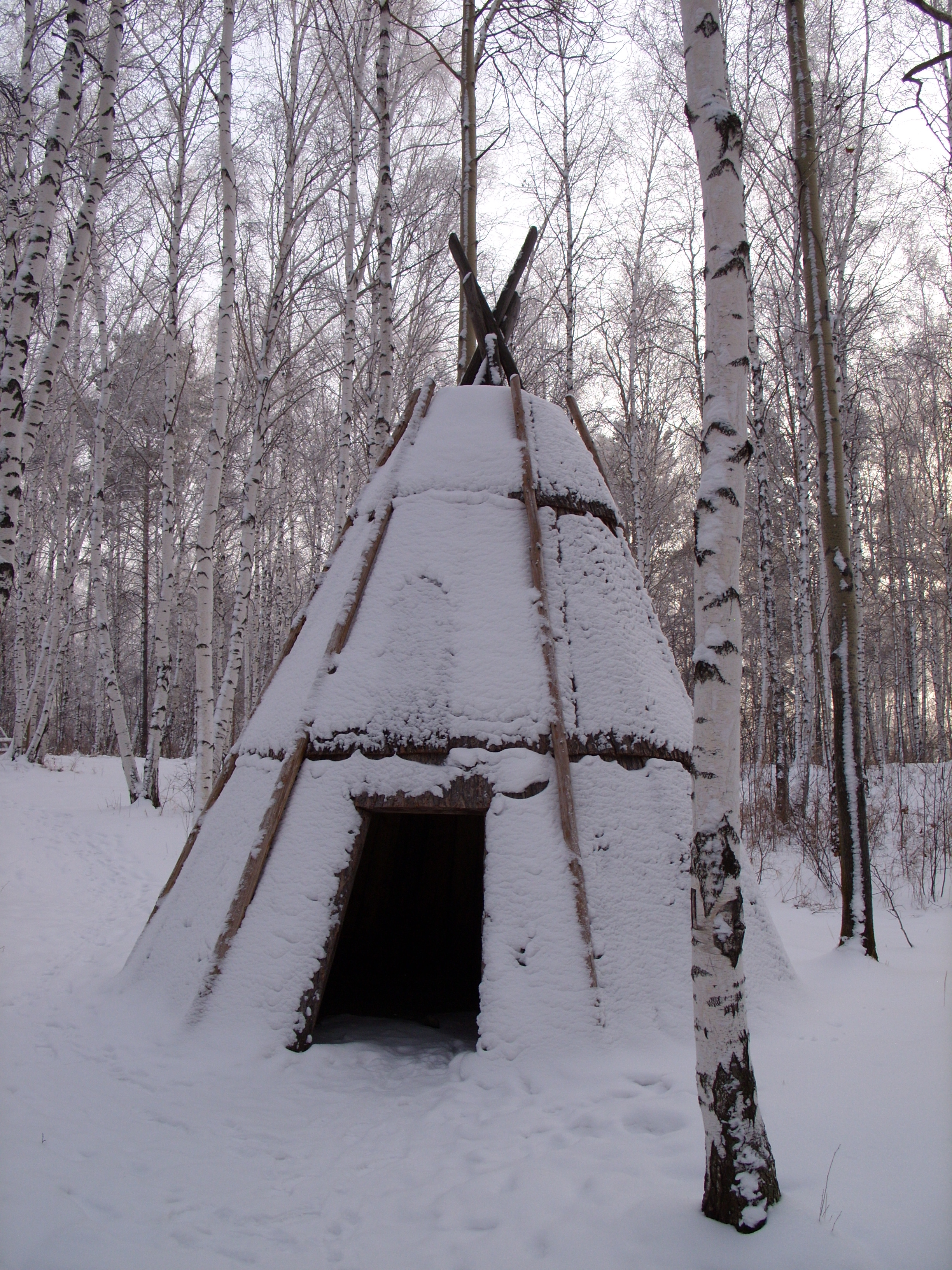
Tente du camp des Evenks.

Afin d'offrir une image concrète des demeures de leurs ancêtres et de leur quotidien, l'écomusée propose des reconstitutions d'habitats (fermes et isbas cosaques) en élévation, grandeur nature ou à une échelle proche :
- la chapelle Kazan du XVIIe siècle, (venant de Ilimsk (en russe : Илимск)) ;
- l'école paroissiale de Keul (Oust-Ilimsk) du XIXe siècle ;
- trois moulins à eau issus de la région de Bratsk du XIXe siècle ;
- un cimetière typiquement sibérien du XIXe siècle, recomposé avec les tombes, qui ont été transplantées, de l'ancien village de Taltsy.

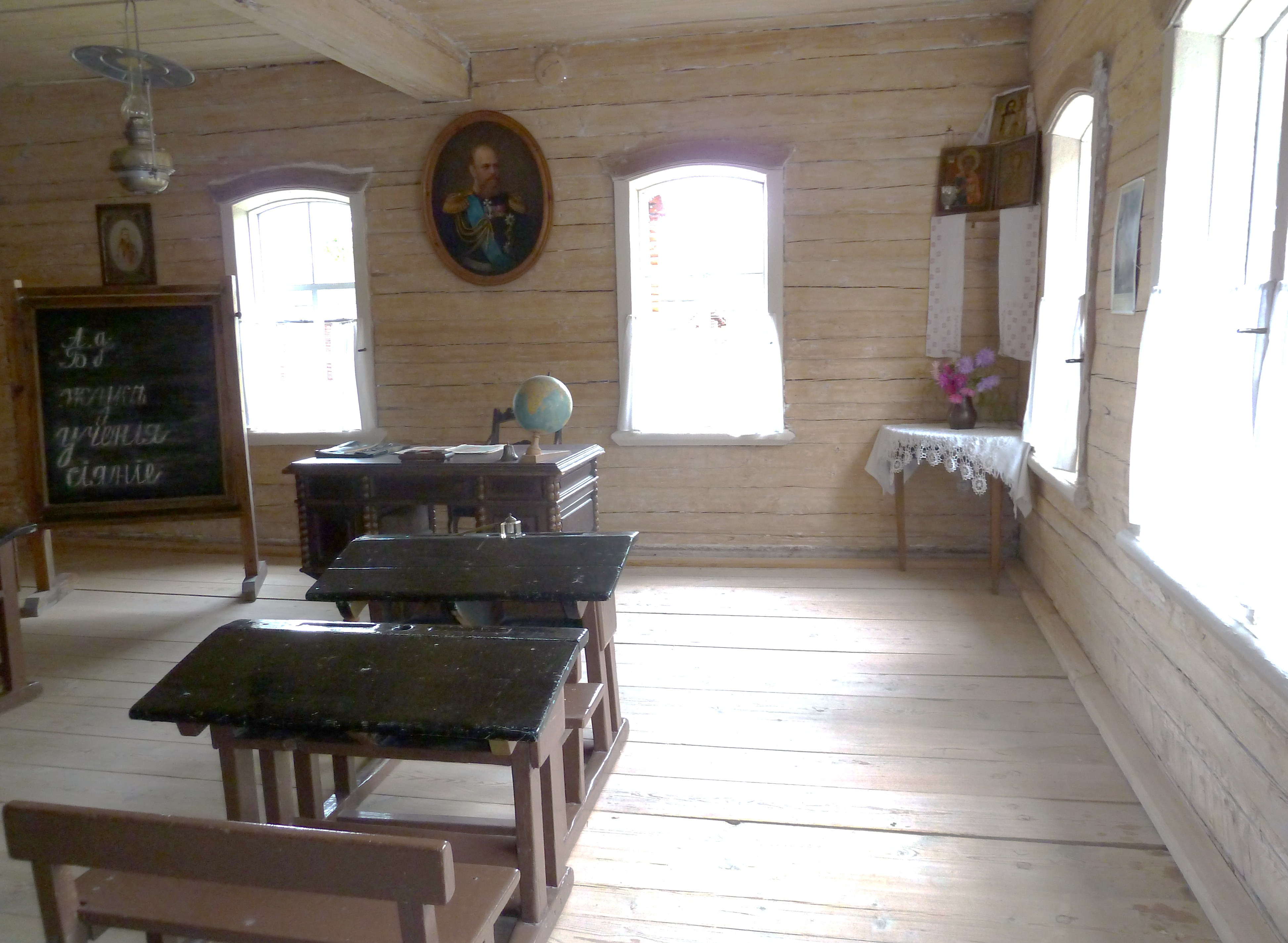
L'école.
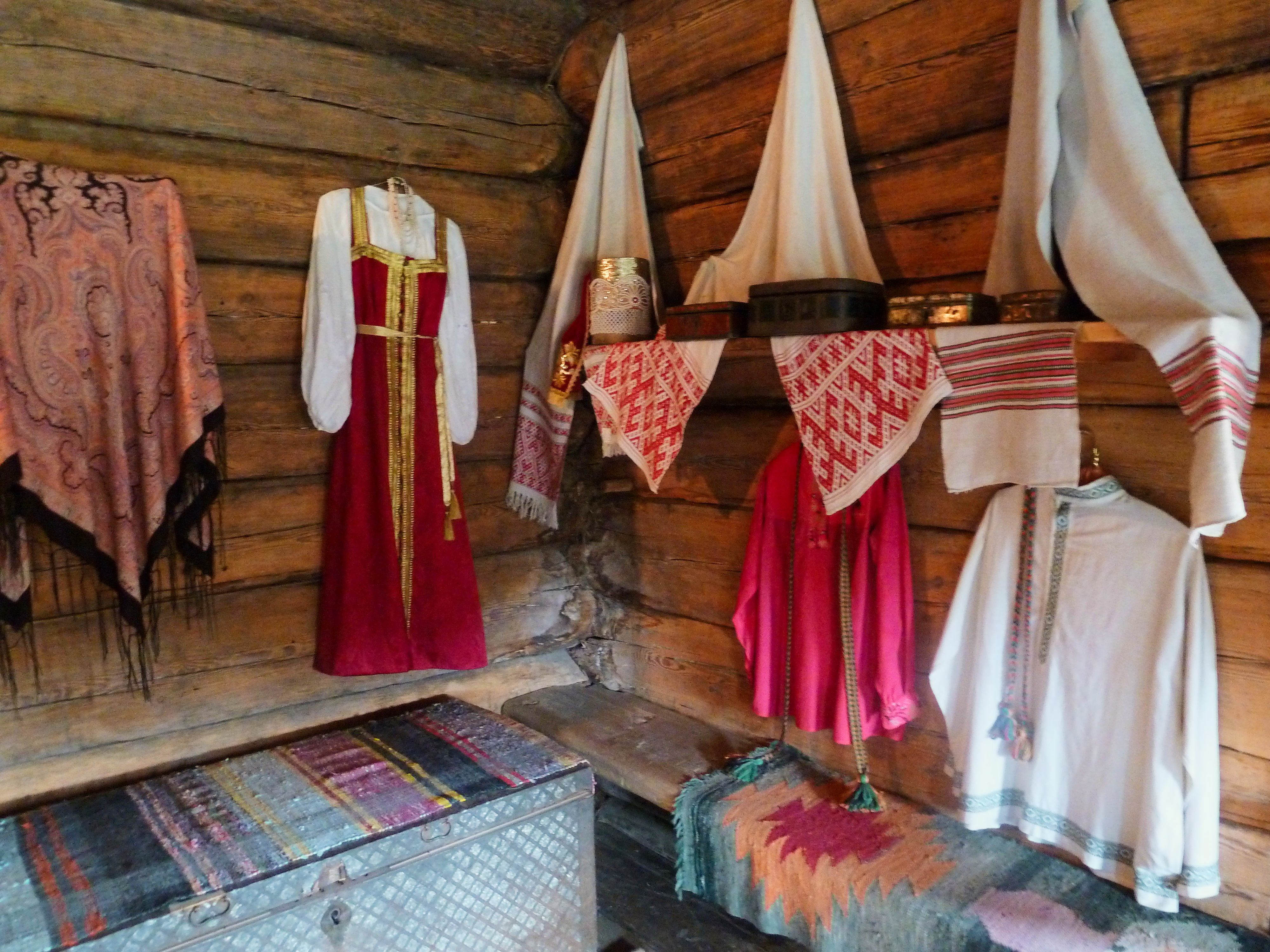
Intérieur de la ferme Nepomiluyev.
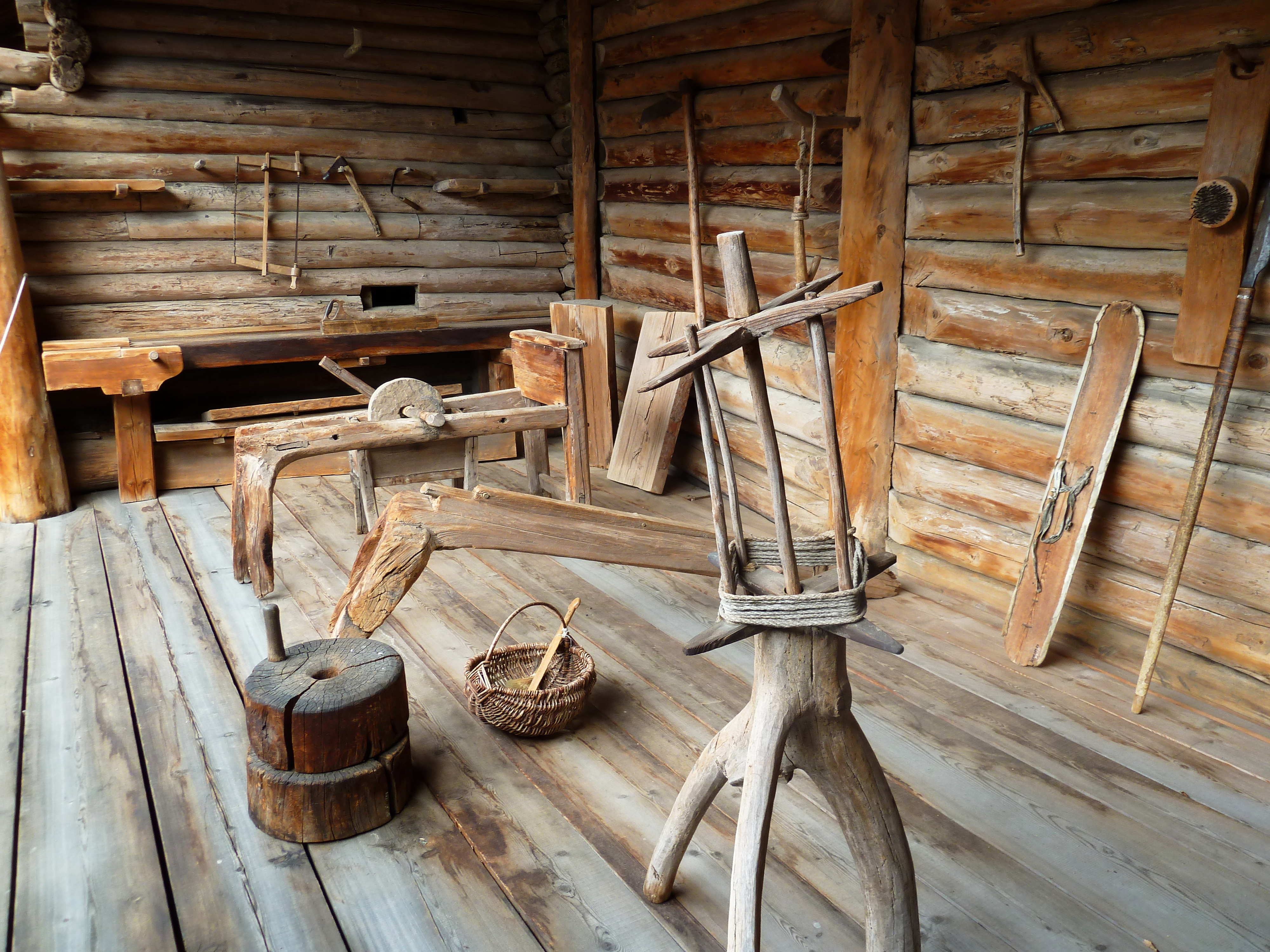
Matériel agricole en bois.
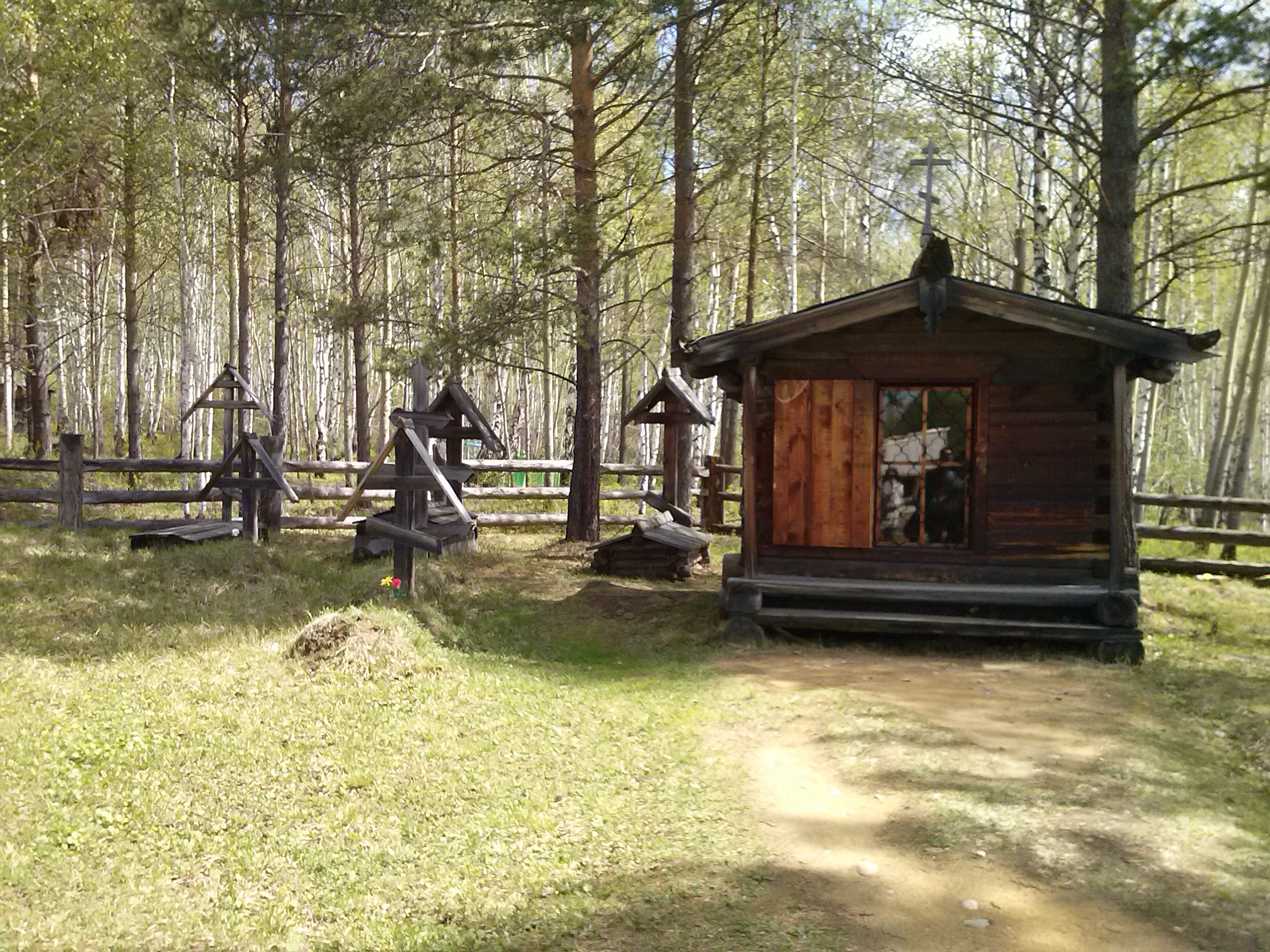
Cimetière de l'ancien village de Taltsy.